# Городские населённые пункты Орловской области
Орловская область включает 20 городских населённых пунктов, в том числе:
- 7 городов, среди которых выделяются: 
  - 3 города областного значения  (в списке  выделены оранжевым цветом), которые в рамках организации местного самоуправления образуют городские округа;
  - 4 города районного значения;
- 13  посёлков городского типа.

## Города
| № | название        | район / город областного значения | население (чел.) | площадь (км²) | основание / первое упоминание | статус города | прежние названия                                                      | герб |
| - | --------------- | --------------------------------- | ---------------- | ------------- | ----------------------------- | ------------- | --------------------------------------------------------------------- | ---- |
| 1 | Болхов          | Болховский район                  | ↘9359            | 11,8          | 1196                          | 1778          |                                                                       |      |
| 2 | Дмитровск       | Дмитровский район                 | ↘5177            | 7,16          | 1711                          | 1782          | до 1782 — Дмитровка до 1929 — Дмитровск до 2005 — Дмитровск-Орловский |      |
| 3 | Ливны           | город Ливны                       | ↘42 928          | 32,1          | 1586                          | 1586          |                                                                       |      |
| 4 | Малоархангельск | Малоархангельский район           | ↘3512            | 3,44          | XVII век                      | 1778          |                                                                       |      |
| 5 | Мценск          | город Мценск                      | ↘36 070          | 20,81         | 1146                          | 1778          |                                                                       |      |
| 6 | Новосиль        | Новосильский район                | ↗2938            | 5,14          | 1155                          | 1777          |                                                                       |      |
| 7 | Орёл            | город Орёл                        | ↘289 503         | 121,21        | 1566                          | 1566          |                                                                       |      |

### Населённые пункты, утратившие статус города
Сохранились, но потеряли статус города:
- Дешкин — ныне село Дежкино. Город с 1778 по 1797.
- Кромы — ныне пгт. Город с 1147 по 11 февраля 1924.

## Посёлки городского типа
| №  | название   | район                                 | население (чел.) | основание / первое упоминание | статус пгт | прежние названия        | герб |
| -- | ---------- | ------------------------------------- | ---------------- | ----------------------------- | ---------- | ----------------------- | ---- |
| 1  | Верховье   | Верховский район                      | ↘7053            | 1815                          | 1958       |                         |      |
| 2  | Глазуновка | Глазуновский район                    | ↘4692            | 1904                          | 1962       | до 1904 — Александровка |      |
| 3  | Долгое     | Должанский район                      | ↘3508            | 1944                          | 1974       |                         |      |
| 4  | Залегощь   | Залегощенский район                   | ↗4374            | 1935                          | 1960       |                         |      |
| 5  | Змиёвка    | Свердловский район                    | ↘4919            | 1868                          | 1917       |                         |      |
| 6  | Знаменка   | Орловский район (муниципальный округ) | ↘9711            |                               | 1975       |                         |      |
| 7  | Колпна     | Колпнянский район                     | ↘5296            | 1150                          | 1960       | до 2006 — Колпны        |      |
| 8  | Кромы      | Кромской район                        | ↘7017            | 1147                          | 1957       |                         |      |
| 9  | Нарышкино  | Урицкий район                         | ↗9336            | 1868                          | 1938       |                         |      |
| 10 | Покровское | Покровский район                      | ↘3751            | 1625                          | 1973       |                         |      |
| 11 | Хомутово   | Новодеревеньковский район             | ↘3874            | 1870                          | 1972       |                         |      |
| 12 | Хотынец    | Хотынецкий район                      | ↘3514            | 1745                          | 1971       |                         |      |
| 13 | Шаблыкино  | Шаблыкинский район                    | ↘2804            |                               | 1973       |                         |      |

### Населённые пункты, утратившие статус пгт
- Мценск — преобразован в пгт (до этого был городом) в 1924 году. Вновь преобразован в город в 1925 году.[5]
- Отрадинский — пгт с 1977 года. Преобразован в сельский населённый пункт Отрадинское в 1998 году.